# Pyinmana

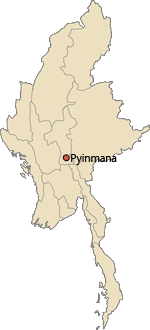
Pyinmana w Mjanmie

Pyinmana (birm. ပျဉ်းမနားမြို့) – miasto w Mjanmie, w terytorium związkowym Naypyidaw. Jest położona 320 km na północ od byłej (do marca 2007) stolicy kraju – Rangun (Yangun). Liczy 100 000 mieszkańców (2006). W odległości kilku kilometrów od miasta powstała nowa stolica Mjanmy – Naypyidaw.